# Pseudomys vandycki
Pseudomys vandycki is een fossiel knaagdier uit het geslacht Pseudomys dat gevonden is in Riversleigh, in het noordwesten van Queensland. Deze soort verschilt van alle andere Muridae doordat de knobbel t1 op de eerste bovenkies (M1) vierkant is en naar achteren is geschoven. Hij lijkt het meeste op de levende Pseudomys albocinereus.
Pseudomys albocinereus · 
Pseudomys apodemoides · 
Pseudomys auritus† · 
Pseudomys australis · 
Pseudomys bolami · 
Pseudomys calabyi · 
Pseudomys chapmani · 
Pseudomys delicatulus · 
Pseudomys desertor · 
Pseudomys fumeus · 
Pseudomys glaucus · 
Pseudomys gouldii · 
Pseudomys gracilicaudatus · 
Pseudomys hermannsburgensis · 
Pseudomys higginsi · 
Pseudomys johnsoni · 
Pseudomys mimulus · 
Pseudomys nanus · 
Pseudomys novaehollandiae · 
Pseudomys occidentalis · 
Pseudomys oralis · 
Pseudomys patrius · 
Pseudomys pilbarensis · 
Pseudomys pilligaensis · 
Pseudomys shortridgei · 
Pseudomys vandycki†